# Stenophylax tauricus
Stenophylax tauricus là một loài Trichoptera trong họ Limnephilidae. Chúng phân bố ở miền Cổ bắc.